# Gen

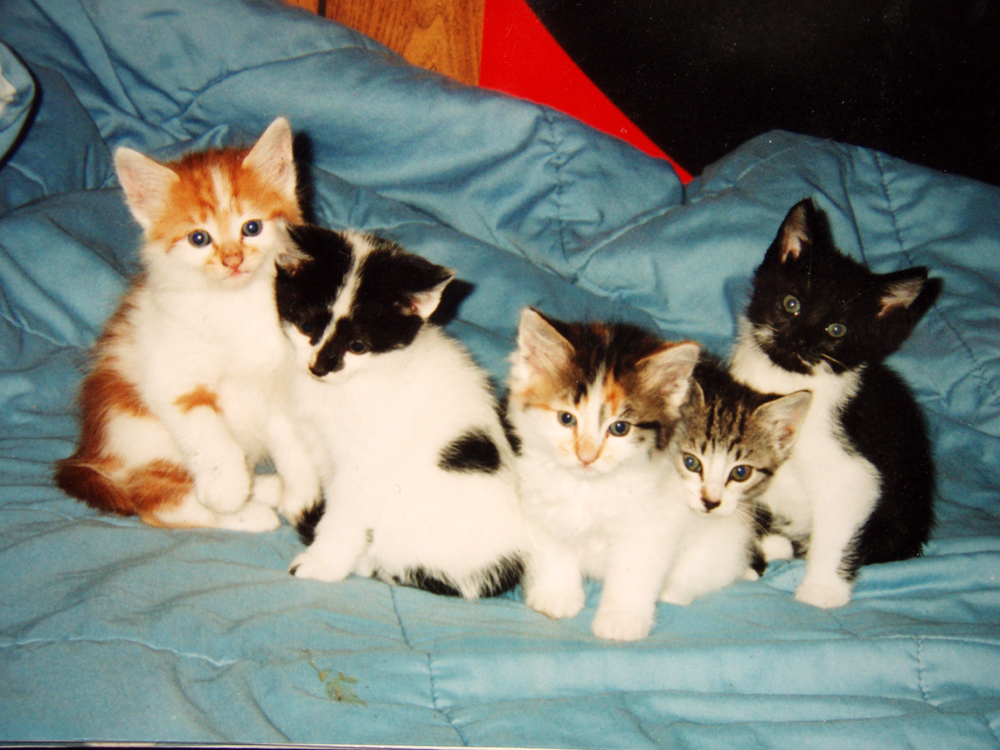
Kombinace rodičovských genů může způsobit, že koťata z téhož vrhu mají odlišné vlastnosti.

Gen (z řeckého γένος, genos – „rod, potomstvo, generace“) je základní jednotkou dědičnosti. Je to úsek DNA kódující specifickou bílkovinu. Podrobněji to je sekvence nukleotidů v DNA, která kóduje syntézu RNA a následně bílkovinu. Většina DNA se nachází uvnitř buněčného jádra.
Gen je tvořen stovkami až miliony nukleotidů a celá genetická informace buňky se nazývá genom. Například lidský genom má přes 3 miliardy nukleotidů a 20 000–25 000 genů. Mnoho genů je pro všechny lidi stejných. Jen asi 1 % (200 genů) je různě odlišných. Rozdíly u těchto genů způsobují, že každý jedinec je unikátní osobností. Každý člověk má dvě kopie stejného genu. Jedna se dědí po matce a druhá po otci.
Přenos genů na potomstvo organismu je základem dědičnosti. Některé genetické znaky jsou okamžitě viditelné (barva očí, barva pleti, tvar těla) a některé viditelné nejsou (krevní skupina, biochemické procesy, riziko specifických onemocnění).
Geny se po staletí vyvíjely přirozeným výběrem a bojem o přežití. Tak vznikaly různé mutace v sekvenci genů, což vedlo a vede k různým variantám v populaci – tak zvané alely. Tyto alely kódují mírně odlišné verze bílkovin, které pak způsobují různé fenotypické rysy jedinců.
Výzkum struktury, funkce a dědičnosti genů je předmětem genetiky, molekulární genetiky nebo molekulární biologie. Genetika úzce souvisí se šlechtitelstvím a plemenářstvím, které se snaží najít spojitost mezi geny a znaky, aby zvýšily výnosy a užitkovost pěstovaných rostlin a chovaných zvířat.

## Historie

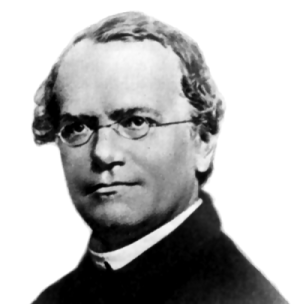
Gregor Johann Mendel

- Gregor Johann MendelNaši předkové mluvili o dědičnosti znaků a faktorech, které na dědičnost působí, už před staletími.
- Gregor Johann Mendel (1822–1884) byl český přírodovědec a první člověk, který převedl dědičnost znaků do matematické podoby a sepsal první zákony dědičnosti.
- William Bateson (1861–1926) byl britský přírodovědec, velký zastánce Mendelových zákonů dědičnosti, který poprvé použil slovo genetika. Snažil se také vymyslet nové slovo pro faktory dědičnosti znaků, o kterých Mendel psal.
- Wilhelm Johannsen (1857–1927) byl dánský botanik a genetik, který v roce 1909 poprvé zavedl termín gen. Nechal se inspirovat starořeckým slovem gonos, česky generace nebo potomstvo. Nazýval tak Mendelovy jednotky dědičnosti, přičemž rozlišoval genotyp (faktor mající vliv na dědičnost znaků) a fenotyp (jak znak samotný vypadá u jedince). Dnes slovem genotyp nazýváme celou kolekci genů jedince a slovem fenotyp nazýváme fyzikálně pozorovatelné znaky organismu.
- Frederick Griffith v roce 1928 poprvé demonstroval v experimentu známém Griffithův experiment, že geny mohou být přeneseny z jednoho organismu na jiný organismus. Proces, který detekoval, se dnes nazývá genetická transformace.
- George Wells Beadle a Edward Lawrie Tatum v roce 1941 ukázali, že mutace v genech jsou zodpovědné za defekty metabolických drah, což ukazuje, že specifické geny kódují specifické proteiny. Tato zjištění vedla k hypotéze jednoho genu a enzymu, která byla později upřesněna na hypotézu jednoho genu a polypeptidu.
- Oswald Avery, Colin MacLeod a Maclyn McCarty v roce 1944 dokázali, že DNA obsahuje genetickou informaci.
- Na základě práce Rosalind Franklinové a Erwina Chargaffa byla Jamesem Dewey Watsonem a Francisem Crickem v roce 1953 dekódována struktura DNA a byl navržen model dvojité šroubovice DNA.
- Jonathan Beckwith byl v roce 1969 první vědec, který chemicky izoloval jediný gen.

## Obecná charakteristika genu
- Gen je základní jednotka dědičnosti a je tvořen určitou oblastí v DNA. Každý člověk má dvě kopie stejného genu. Jedna se dědí po matce a druhá po otci. Rozdíly v genech způsobují, že každý jedinec je unikátní osobností.
- Chromozóm je struktura v jádře buňky, která se skládá z DNA a histonů. Na chromozómech jsou geny uspořádány lineárně a jejich konkrétní místo (lokus) je neměnné. Všechny geny na jednom chromozomu vytvářejí vazebnou skupinu. V lidské buňce je 23 párů chromozomů, jejichž funkcí je usnadnit rovnoměrné rozdělení genetické informace do dceřiných buněk.
- Genetický kód je soubor pravidel, která platí uvnitř živé buňky pro tvorbu bílkovin.
- Genetická informace je zakódována v sekvenci deoxyribonukleové kyseliny (DNA).
- Genom je celá genetická informace buňky zapsaná v DNA. Jinak řečeno je to soubor všech alel v buňce daného organismu. Genom člověka je tvořen jaderným genomem a mimojaderným genomem (mitochondriálním).
- Mutace jsou odchylky od normální genetické informace. Význam těchto odchylek je různý, uplatňují se například v evoluci, ale často je jejich efekt škodlivý.
- Mutageny jsou faktory, které vyvolávají mutace. Většinou se jedná o faktory škodlivé.

## Molekulární základ genu

Rozdíl řetězců nukleových kyselin RNA a DNA, po stranách dusíkaté báze obsažené v dané nukleové kyselině.

Molekulární základ genu je sekvence stovek až miliónů nukleotidů v DNA. Tato sekvence kóduje syntézu RNA a následně bílkovinu. Jednoduše řečeno DNA genetickou informaci uchovává, RNA danou informaci dává do pohybu.

### DNA a RNA
Kyselina deoxyribonukleová (DNA – deoxyribonucleic acid) a kyselina ribonukleová (RNA – ribonucleic acid) jsou nukleové kyseliny, které obsahují vždy čtyři druhy nukleotidů. Jejich různým pořadím v řetězci lze dosáhnout obrovského počtu kombinací. Právě sekvence jednotlivých druhů nukleotidů, která tvoří primární strukturou makromolekuly, v sobě uchovává genetickou informaci. Molekuly DNA jsou pravděpodobně největšími jednotlivými známými makromolekulami.

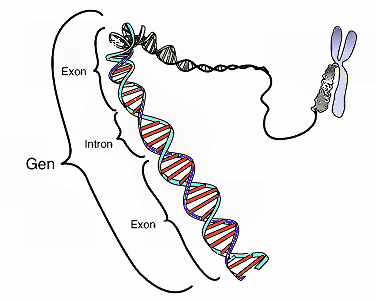
Rozvinutá DNA chromozómu s vyznačenou oblastí genu a jeho oblastí exonů a intronů

Proces přenosu genetické informace se v buňce realizuje v buněčném jádře a ribozomech, nazývá se proteosyntéza. Rozděluje se do několika fází:

Exony, introny a UTR při přeměně pre-mRNA v mRNA

- Replikace je proces, v průběhu kterého dochází k rozpletení dvoušroubovice DNA a jejímu kopírování.
- Transkripce je proces, v průběhu kterého dochází k přepisu genetické informace ze sekvence DNA do sekvence mRNA.
- Translace je proces, v průběhu kterého dochází k převodu informace uložené v mRNA do sekvence bílkovin. Pomáhá přitom rRNA v ribozomech a tRNA.

### Exony, introny a UTR
Struktura genu se skládá z mnoha prvků, z nichž sekvence kódující bílkoviny je jen malou částí. Kódující část DNA je instrukcí uvnitř buňky, jak tvořit molekuly bílkoviny a představují pouze 1 % celkové DNA. Nekódující část DNA není instrukcí pro tvorbu bílkoviny a představují 99 % celkové DNA. Gen tak lze rozdělit na tři části exon, intron a UTR:
- Exon je část sekvence nukleové kyseliny (DNA či RNA), podle níž se obvykle tvoří v procesu translace bílkovina. Z exonů v pre-mRNA vzniká mRNA, podle níž je nakonec tvořen protein.
- Intron je oblast pre-mRNA, která se nepřekládá do bílkoviny, ale vystřihuje se během tvorby mRNA mechanismem zvaným splicing. Význam intronů není zcela známý, ale existuje několik teorií, které vysvětlují jejich význam (například zvýšení evolučního potenciálu vznikem nových genů přestavbou starých).
- UTR (untranslated region - nepřekládaná oblast) je oblast mRNA, která také není překládána do bílkovin. Nepřekládané oblasti jsou 5' i 3' na konci mRNA. I tato oblast má řadu regulačních funkcí. Například určuje, kdy dojde k translaci nebo napomáhá ke stabilitě celé mRNA.

## Znak a gen

Sedm znaků hrachu popsaných Gregorem Johannem Mendelem

Pod pojmem znak se v biologii obvykle myslí jakákoliv pozorovatelná vlastnost organismu:
- Soubor pokynů zakódovaných v genech, které se projeví jako znaky a vlastnosti daného organismu, se nazývá genotyp. Je to vlastně celá kolekce genů živého organismu.
- Soubor všech pozorovatelných vlastností a znaků živého organismu se nazývá fenotyp. Představuje výsledek spolupůsobení genotypu, epigenetiky a prostředí, které určují vlastnosti a vzhled organismu.

Pro přenos znaků tak platí obecná rovnice:
F = G + E + EP
- F je fenotyp
- G je genotyp, který je dán sekvencí DNA
- EP je epigenetika, která je součást dědičnosti, přestože nemá základ v sekvenci DNA
- E je prostředí

Kompletní genom lidstva je známý, ale jen u malé části genů byla odhalena fenotypická odezva. Výzkum v této oblasti patří k těm nejrychleji se rozvíjejícím oborům genetiky.

## Dědičnost

Ukázka dědičnosti genu, který má dvě různé alely (modrou a bílou) a kde nosičem genu je otec i matka. Jejich potomstvo pak může zdědit tento gen ve čtyřech variantách.

### Monogenní dědičnost
Monogenní dědičnost (monogenic inheritance) je typ dědičnosti, kdy znak je způsoben jediným genem. Gen se nazývá majorgen (major gene) a jde o gen velkého účinku, kterým jsou děděny kvalitativní znaky. Znaky děděné jediným genem nejsou ovlivněny vnějším prostředím ani žádným jiným vlivem. Takovým kvalitativním znakem je například u rostlin barva květu popsaná Mendelem nebo některé lidské choroby. V těchto případech je monogenní dědičnost výhodou, neboť stačí ovlivnit nebo napravit daný gen tak, aby se příznaky choroby zmírnily nebo zcela vymizely.

### Polygenní dědičnost
Polygenní dědičnost (polygenic inheritance, multiple gene inheritance) je typická pro naprostou většinu děděných kvantitativní znaků u člověka a živočichů (například výška, odstín pleti). Tyto znaky jsou ovlivněny působením mnoha různých genů a jejich konkrétních alel. Geny se nazývají minorgeny (minor genes) a jde o geny malého účinku. Tímto způsobem je děděna celá řada běžných i méně běžných chorob. O jejich rozvoji rozhoduje kromě genetické složky i složka negenetická, tedy vlivy prostředí, životního stylu apod. V těchto případech je obtížnější choroby odstranit.

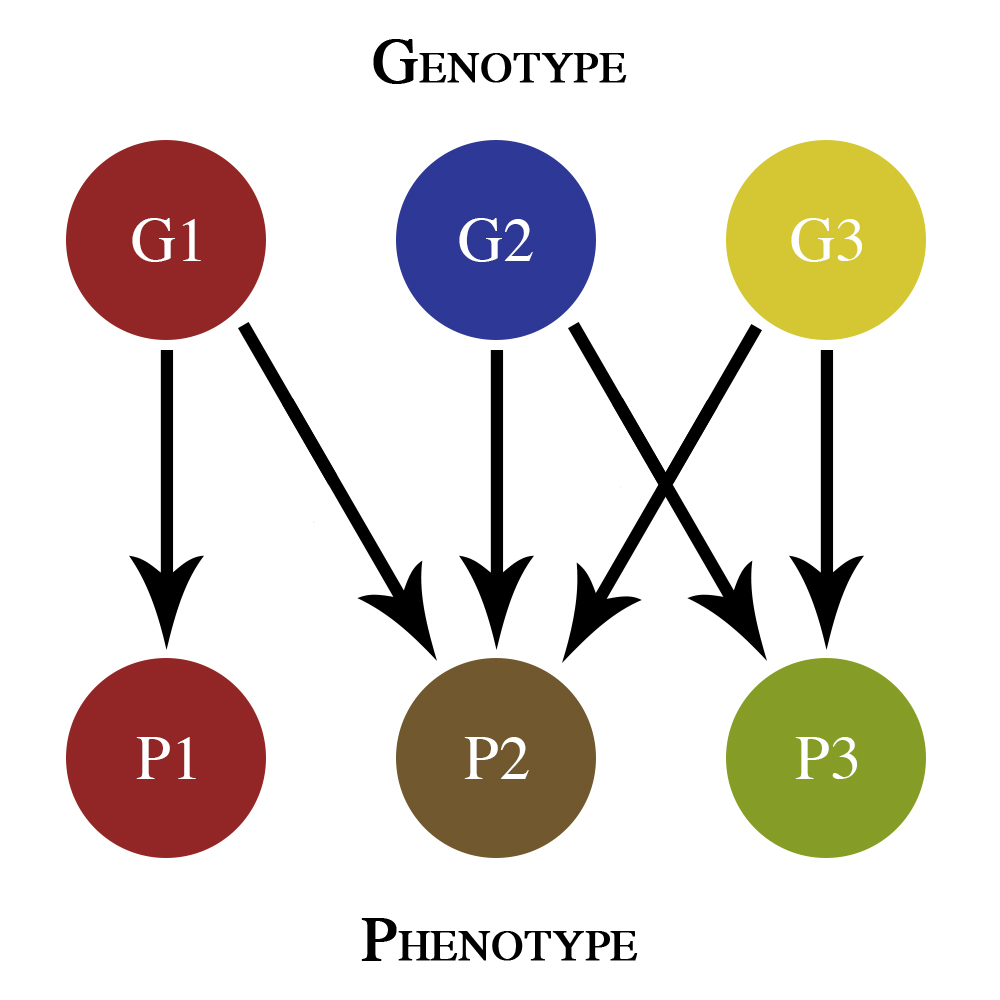
Ukázka pleiotropního genu. G1, G2 a G3 jsou různé geny, které přispívají k fenotypům P1, P2 a P3.

Polygenní dědičnost je ovlivněna mnoha geny - polygeny. Polygeny se projeví vždy, pokud jich je dostatečné množství a ve správné kombinaci.
- Polygeny jsou pleiotropní, což znamená, že jeden gen kóduje více znaků (například více barev současně).
- Polygeny nejsou epistatické, což znamená, že kódování znaku není podmíněno existencí jiných genů. Epistatický gen je skrytý, neprojeví se fenotypicky, pokud není přítomný jiný gen.

### Multifaktoriální dědičnost
Multifaktoriální dědičnost (multifactorial inheritance) znamená, že na znaku se podílejí polygeny plus prostředí. Prostředím je myšlena například výživa, hormony nebo životní styl. Multifaktoriálně podmíněný znak je znak podmíněný kombinací genetických i negenetických faktorů, kdy obě skupiny faktorů mají samy o sobě jen částečný účinek. Jde o extenzi teoretického modelu polygenní dědičnosti právě o vliv zevních faktorů na finální podobu znaku.

### Oligogenní dědičnost
Oligogenní dědičnost (oligogenic inheritance) znamená, že na znak může mít vliv více genů, ale také nemusí. Pro tento typ dědičnosti jsou typické minorgeny, které se neprojeví zcela nebo se projeví jen u menší části populace. Současně se může na projevu podílet i prostředí. Pro oligogenní dědičnost jsou důležité dva pojmy - penetrace a expresivita:
- Penetrance genu vyjadřuje, zda se konkrétní gen projeví ve fenotypu. Pokud je u konkrétního jedince penetrance genu rovna číslu 1, znamená to, že se gen chová jako majorgen. Že se jedná o oligogenní dědičnost se pozná ze statistických údajů, kdy se projeví jen u části populace nebo má kvantitativní rozměr.
- Expresivita genu vyjadřuje míru, kterou se gen projeví na znaku. Jedná se intenzitu projevu a vyjadřuje rozdíly v síle, s jakou se určitý genotyp projevuje ve fenotypu.
- Zjednodušeně lze tedy říci, že rozdíl mezi penetrancí a expresivitou je ten, že penetrance určuje, zda se daný genotyp vůbec projeví ve fenotypu a pokud ano, tak expresivita označuje míru tohoto projevu.
- Epigenetika je podobor genetiky, který studuje změny v genové expresi, které nejsou způsobeny změnou nukleotidové sekvence DNA.